# Episodi di The Lost World (prima stagione)
La prima stagione della serie televisiva The Lost World è stata trasmessa in Canada dal 3 aprile 1999 al 20 maggio 2000 in syndication.
In Italia la stagione è andata in onda in prima visione dal 23 marzo al 16 aprile 2011 su Rai 4.
| nº | Titolo originale       | Titolo italiano                   | Prima TV Canada  | Prima TV Italia |
| -- | ---------------------- | --------------------------------- | ---------------- | --------------- |
| 1  | The Journey Begins     | Il viaggio inizia - prima parte   | 3 aprile 1999    | 23 marzo 2011   |
| 2  | Stranded               | Il viaggio inizia - seconda parte | 3 aprile 1999    | 24 marzo 2011   |
| 3  | More Than Human        | Il tribuno                        | 2 ottobre 1999   | 25 marzo 2011   |
| 4  | Nectar                 | Miele reale                       | 9 ottobre 1999   | 26 marzo 2011   |
| 5  | Cave of Fear           | La grotta del terrore             | 16 ottobre 1999  | 28 marzo 2011   |
| 6  | Salvation              | Salvezza                          | 23 ottobre 1999  | 29 marzo 2011   |
| 7  | Blood Lust             | Sete di sangue                    | 30 ottobre 1999  | 30 marzo 2011   |
| 8  | Out of Time            | Fuori dal tempo                   | 6 novembre 1999  | 31 marzo 2011   |
| 9  | Paradise Found         | Paradiso infernale                | 13 novembre 1999 | 1º aprile 2011  |
| 10 | The Beast Within       | Una vita per una vita             | 20 novembre 1999 | 2 aprile 2011   |
| 11 | Creatures of the Dark  | Creature dell'oscurità            | 27 novembre 1999 | 4 aprile 2011   |
| 12 | Tribute                | Tributo                           | 15 gennaio 2000  | 5 aprile 2011   |
| 13 | Absolute Power         | L'eredità di Atlantide            | 22 gennaio 2000  | 6 aprile 2011   |
| 14 | Camelot                | La sposa promessa                 | 29 gennaio 2000  | 7 aprile 2011   |
| 15 | Unnatural Selection    | Selezione innaturale              | 5 febbraio 2000  | 8 aprile 2011   |
| 16 | Time After Time        | Il contagio                       | 12 febbraio 2000 | 9 aprile 2011   |
| 17 | Prodigal Father        | Orchidea blu                      | 19 febbraio 2000 | 11 aprile 2011  |
| 18 | Birthright             | Per diritto divino                | 26 febbraio 2000 | 12 aprile 2011  |
| 19 | Resurrection           | Resurrezione                      | 4 marzo 2000     | 13 aprile 2011  |
| 20 | The Chosen One         | Il prescelto                      | 22 marzo 2000    | 15 aprile 2011  |
| 21 | Prophecy               | Padroni del destino               | 13 maggio 2000   | 14 aprile 2011  |
| 22 | Barbarians at the Gate | Il segreto della polvere          | 20 maggio 2000   | 16 aprile 2011  |

## Il viaggio inizia (parte 1)
- Titolo originale: The Journey Begins
- Diretto da: Richard Franklin
- Scritto da: Jim Henshaw e Peter Mohan

### Trama
Challenger, Summerlee, Roxton, Malone e Marguerite partono in mongolfiera in Amazzonia su un altopiano dove si crede che i dinosauri vi prosperano. Qui incontreranno Veronica, una ragazza della giungla.
- Apatosaurus

## Il viaggio inizia (parte 2)
- Titolo originale: Stranded
- Diretto da: Richard Franklin
- Scritto da: Jim Henshaw e Peter Mohan

### Trama
Marguerite entra in contatto con il capo degli indigeni, che Veronica deve sposare. Così i protagonisti dovranno salvare anche la propria vita.

## Il tribuno
- Titolo originale: More Than Human
- Diretto da: Colin Budds
- Scritto da: James Thorpe

### Trama
Mentre i protagonisti erano in una sorgente di idromassaggio appare un Tyrannosaurus rex che li fa scappare verso un popolo di uomini-lucertole (il cui capo era chiamato Tribune) ove gli umani sono schiavi.
- Tyrannosaurus

## Miele reale
- Titolo originale: Nectar
- Diretto da: Colin Budds
- Scritto da: Durnford King

### Trama
Summerlee è punto da un'ape gigante, allora Roxton, Veronica e Malone sono costretti a raggiungere l'alveare.
- Ape giurassica

## La grotta del terrore
- Titolo originale: Cave of Fear
- Diretto da: Catherine Millar
- Scritto da: Alison Lea Bingeman

### Trama
Challenger incontra un'indigena e dice ai suoi amici di riportare il teschio del suo ex-marito. Ma la grotta fa ritornare i loro ricordi.